# Ballana dena
Ballana dena är en insektsart som beskrevs av Delong 1937. Ballana dena ingår i släktet Ballana och familjen dvärgstritar. Inga underarter finns listade i Catalogue of Life.